# Parafia św. Jana Chrzciciela w Powidzku
Parafia św. Jana Chrzciciela – parafia rzymskokatolicka w Powidzku, leżąca na terenie archidiecezji wrocławskiej, w dekanacie Prusice, w miejscowości Powidzko, położonej w województwie dolnośląskim, powiecie trzebnickim, w gminie Żmigród.
Parafia obejmuje następujące miejscowości:

Bukołowo (7 km), Dobrosławice (3 km), Gąski (8 km), Jamnik (5 km), Kanclerzowice (2 km), Kaszyce Milickie (4 km), Kaszyce Wielkie (6 km), Książęca Wieś (8 km), Osiek Mały (3 km), Osiek (6 km), Przedkowice (2 km), Sanie (3 km).

## Historia parafii
Parafię erygowano w XIV w. Księgi metrykalne prowadzone są od 1945 r. 
Ostatnią wizytację kanoniczną przeprowadził ks. bp Andrzej Siemieniewski 5 maja 2018 r.

## Duszpasterze
- ks. Antoni Niezabitowski-Gancarz - (1945-1990)
- ks. Andrzej Majchrzak RM - (1990 - 2016)
- ks. Damian Woźniak - (2016 - obecnie)

## Grupy parafialne
- Żywy Różaniec,
- Rada parafialna,
- Grupa Charytatywna,
- Eucharystyczny Ruch Młodych,
- Schola,
- Lektorzy,
- Ministranci

## Kościoły i kaplice
Powidzko - kościół parafialny pw. św. Jana Chrzciciela
Powidzko - kościół pomocniczy pw. św. Kazimierza (należy do Gminy)
- Kaszyce Wielkie - kaplica mszalna pw. Najświętszej Maryi Panny Królowej Polski -
- Osiek Wielki - kaplica mszalna pw.Świętej Rodziny
- Powidzko - kaplica cmentarna

## Nabożeństwa
- Nabożeństwo 40-godzinne - przed Środą Popielcową
- Wieczysta adoracja - 17 sierpnia